# Yu-Gi-Oh! The Dark Side of Dimensions
Yu-Gi-Oh! The Dark Side of Dimensions (japanisch 遊☆戯☆王 THE DARK SIDE OF DIMENSIONS, Yū-Gi-Ō Za Dākusaido Obu Dimenshonzu) ist der vierte Kinofilm zur Manga- und Animeserie Yu-Gi-Oh! aus dem Jahr 2016.

## Inhalt
Nachdem Yugi das Duell gegen Atem gewonnen hatte, fand der Geist vom Pharao seine Ruhe. Die Millenniumsgegenstände sind vom Sand vergraben worden. Yugi Muto und seine Freunde sind in ihrem letzten Jahr an der Highschool und bereiten sich auf ihre Abschlussprüfung vor. Plötzlich verschwinden einige Klassenkameraden von Yugi sowie andere Menschen spurlos. In der Klasse taucht ein Schüler namens Aigami auf. Aigami ist hinter dem Millenniumspuzzle her. Um Aigamis Pläne aufzuhalten, muss Yugi ein Duell mit Seto Kaiba bewerkstelligen.

## Produktion
Der Film entstand bei Studio Gallop unter der Regie von Satoshi Kuwabara. Das Drehbuch schrieb Kazuki Takahashi. Das Charakterdesign entwarfen Kazuki Takahashi und Takahiro Kagami. Die Musik komponierte Yoshihiro Ike.

## Veröffentlichung
Der Film kam am 23. April 2016 in den japanischen Kinos. Am 12. März 2017 kam er durch KSM Anime als Yu-Gi-Oh! The Dark Side of Dimensions in die deutschen und österreichischen Kinos und später auf DVD und Blu-ray.

## Synchronisation
| Rollenname                      | Japanischer Sprecher (Seiyū) | Deutscher Sprecher        |
| ------------------------------- | ---------------------------- | ------------------------- |
| Yūgi Mutō                       | Shunsuke Kazama              | Konrad Bösherz            |
| Atemu / Yami Yūgi               | Shunsuke Kazama              | Sebastian Schulz          |
| Anzu Mazaki / Téa Gardner       | Maki Saitō                   | Rubina Nath               |
| Katsuya Jōnouchi / Joey Wheeler | Hiroki Takahashi             | Robin Kahnmeyer           |
| Hiroto Honda / Tristan Taylor   | Hidehiro Kikuchi             | Kim Hasper                |
| Seto Kaiba                      | Kenjirō Tsuda                | Gerrit Schmidt-Foß        |
| Diva / Aigami                   | Kento Hayashi                | Christian Zeiger          |
| Ryō Bakura                      | Rika Matsumoto               | Constantin von Jascheroff |
| Ryuji Otogi / Duke Devlin       | Ryō Naitō                    | Dennis Schmidt-Foß        |
| Mokuba Kaiba                    | Junko Takeuchi               | Ricardo Richter           |
| Sugoroku Mutō / Salomon Muto    | Tadashi Miyazawa             | André Beyer               |